# Selegilina
La selegilina es un fármaco antiparkinsoniano y antidepresivo, utilizado para el tratamiento de las primeras etapas de la enfermedad de Parkinson, la depresión y la demencia. La selegilina pertenece a una clase de medicamentos llamados feniletilaminas. La selegilina es un derivado de la levometanfetamina con un grupo propargilo unido al átomo de nitrógeno.
En dosis clínicas normales es un inhibidor selectivo e irreversible de la monoaminooxidasa tipo B (MAO-B), pero que en dosis mayores pierde su especificidad y también inhibe la MAO-A. Este efecto reduce la degradación de la dopamina a nivel central, facilita la actividad de las neuronas dopaminérgicas y protege a la neurona del daño por radicales libres y del estrés oxidativo.
Es más tolerada en pacientes jóvenes. La anfetamina y metanfetamina son sus metabolitos y pueden generar ansiedad, insomnio y otras manifestaciones adversas, por esto mismo, se debe tener cuidado en su administración en ancianos.

## Historia
Tras descubrirse que la iproniazida, un fármaco para tratar la tuberculosis, elevaba el humor de las personas que la tomaban, y el descubrimiento subsiguiente de que este efecto probablemente era debido a la inhibición de MAO, muchas personas y empresas empezaron investigaciones para encontrar un IMAO que pudiera funcionar como antidepresivo. Z. Ecseri, que trabajaba para la empresa húngara Chinoin —parte de Sanofi después de 1993—, descubrió la selegilina, que ellos llamaron E-250.: 66–67  Chinoin recibió una patente para el fármaco en 1962 y publicó el compuesto en las revistas científicas en 1965.: 67  Investigaciones sobre los efectos del E-250 en los animales y los humanos fueron conducidos por un grupo dirigido por József Knoll en la Universidad de Semelweis en Budapest.: 67 
En 1971, Knoll mostró que selegilina inhibe el monoamina oxidasa tipo B (MAO-B) y propuso que probablemente no causaba la crisis hipertensiva que resulta de consumir alimentos que contienen tiramina, el cual ocurría con los IMAOs no selectivos. Unos años más tarde, dos investigadores —Peter Riederer y Walther Birkmayer— se dieron cuenta de que selegilina podría ser útil para tratar esta enfermedad. Uno de sus colegas, Moussa B. H. Youdim, visitó a Knoll en Budapest y llevó la selegilina a Viena. En 1975, el grupo de Birkmayer publicó el primer estudio sobre el efecto de la selegilina en la enfermedad de Parkinson.
El descubrimiento de que selegilina parece tener un efecto neuroprotector en la enfermedad de Parkinson hizo especular, en los años 70, que podría ser útil como un medicamento antienvejecimiento.
En 1987 Somerset Pharmaceuticals en Nueva Jersey, el cual había adquirido los derechos en EE. UU. para desarrollar la selegilina, solicitó la autorización de la FDA para poner al mercado el fármaco contra la enfermedad de Parkinson. Mientras que la FDA revisó la autorización, el laboratorio Somerset fue adquirido por dos empresas de medicamentos genéricos: Mylan y Bolan Pharmaceuticals. La FDA aprobó el uso de selegilina para la enfermedad de Parkinson en 1989.
En los años 90, J. Alexander Bodkin del Hospital McLean —una afiliación de la Escuela de Medicina de Harvard— empezó una colaboración con Somerset para desarrollar la selegilina por vía transdérmica y así evitar las restricciones dietéticas de los IMAOs. Somerset obtuvo la aprobación de la FDA para poner en mercado el parche en 2006.

## Descripción
La selegilina es una fenetilamina sustituida. Se deriva de L-metanfetamina y tiene un grupo propargilo enlazado al átomo de nitrógeno. Esta idea fue tomada de pargilina, una fenetilamina sustituida —y también el inhibidor de MAO-B más antiguo. Se sintetiza al añadir un grupo alquilo utilizando bromuro de propargilo.

## Farmacocinética

### Vías de administración
- Por vía oral
- Vía transdérmica empleando un parche.

### Absorción
El fármaco tiene una biodisponibilidad oral de aproximadamente 10% que aumenta cuando se toma con comida grasa, gracias a que es soluble en ella.

### Distribución
Selegilina y sus metabolitos se adhieren extensamente a las proteínas del plasma (a razón de 94%). Cruzan la barrera hematoencefálica y llegan al cerebro, donde se concentran en el tálamo, ganglios basales, mesencéfalo y giro cingulado.

### Metabolismo
En su mayor parte, la selegilina es metabolizada en la pared gastrointestinal y en el hígado.
Las enzimas de citocromo P450 metabolizan la selegilina a L-desmetilselegilina y L-metanfetamina, que es uno de los enantiómeros de metanfetamina. La desmetilselegilina tiene un poco de actividad contra MAO-B. Se piensa que el citocromo CYP2C19 la metaboliza más. La L-metanfetamina es convertida a L-anfetamina —así, las personas que toman selegilina también pueden dar resultados positivos para anfetamina o metanfetamina en pruebas de detección de drogas. Los metabolitos de la anfetamina pueden contribuir a la actividad de la selegilina al inhibir la recaptación de dopamina y norepinefra, y también se han asociado con hipotensión ortostática y alucinaciones.

### Excreción
La selegilina y sus metabolitos se excretan en la orina. El aclaramiento total es 39.7 L/min.

### Parche
Entre 25% y 30% de media del contenido del parche se libera en el paciente durante 24 horas. El uso transdermal resulta en mayor exposición a la selegilina, pero más baja para los metabolitos que con el uso oral. Esto es causado por el extenso metabolismo de primer paso de la forma oral, que es menor en la forma transdermal. El sitio de la aplicación no es un factor importante para la manera en que el fármaco se distribuye en el cuerpo. La selegilina no se acumula en la piel ni se metaboliza allí.

## Farmacodinámica

### Mecanismo de acción
La selegilina, en el sistema nigrostriatal del cerebro, se hace irreversible por crearse un enlace covalente con el receptor. Así, bloquea la degradación de la dopamina, aumentando la actividad de esta. Las propiedades neuroprotectoras de la selegilina pueden deberse a la protección de las neuronas al ataque de los radicales de oxígeno libres que aparecen por la actividad de MAO-B. En dosis más altas, la selegilina pierde su selectividad para la MAO-B e inhibe la MAO-A también.
La selegilina también inhibe el citocromo CYP2A6, un miembro de la familia del citocromo P450 en el hígado, y puede aumentar los efectos de la nicotina como resultado. Tiene una afinidad relativamente alta por los receptores σ1, y los activa también.

### Interacciones
| Fármacos que interaccionan con selegilina                      |                                                                    |
| Fármaco                                                        | Resultados de la interacción                                       |
| Anticonceptivos orales                                         | Biodisponibilidad aumentada de selegilina (10 a 20 veces más alta) |
| Dextrometorfano (medicina de tos)                              | Posibilidad de síndrome serotoninérgico (toxicidad de serotonina)  |
| Muchos opiáceos sintéticos, como petidina, tramadol y metadona | Posibilidad de síndrome serotoninérgico                            |
| Serotoninérgicos como los ISRSs                                | Posibilidad de síndrome serotoninérgico                            |
| Tiramina                                                       | Crisis hipertensiva                                                |
| Triptanes                                                      | Posibilidad de síndrome serotoninérgico                            |

Los niveles altos pueden llevar a aumentar la susceptibilidad a efectos secundarios de los IMAOs, como una crisis hipertensiva inducida por tiramina o síndrome serotoninérgico cuándo se combinada con los fármacos serotoninérigos.
Ambas formas del fármaco llevan avisos sobre restricciones alimentarias para evitar la crisis hipertensiva asociada con los IMAOs. El parche no requiere restricciones dietéticas. Las dosis más altas de ambas formas, ya sea en combinación con un IMAO no-selectivo o con un IMAO reversible moclobemida, requieren una dieta con bajos niveles de tiramina.

## Uso clínico

### Indicaciones

#### Enfermedad de Parkinson
La selegilina está indicada para tratar la enfermedad de Parkinson y es un coadyuvante con levodopa o carbidopa (se ha usado solo también, pero esto no es un uso aprobado). Se añade selgilina a levadopa para bajar la dosis de levadopa, que reduce las complicaciones de motor que ella causa. Hay evidencia de que la selegilina reduce el ritmo de progresión de la enfermedad, aunque esto es discutido.
También se ha usado la selegilina como tratamiento paliativo para la demencia en la enfermedad de Alzheimer, siendo esto un uso fuera de indicación

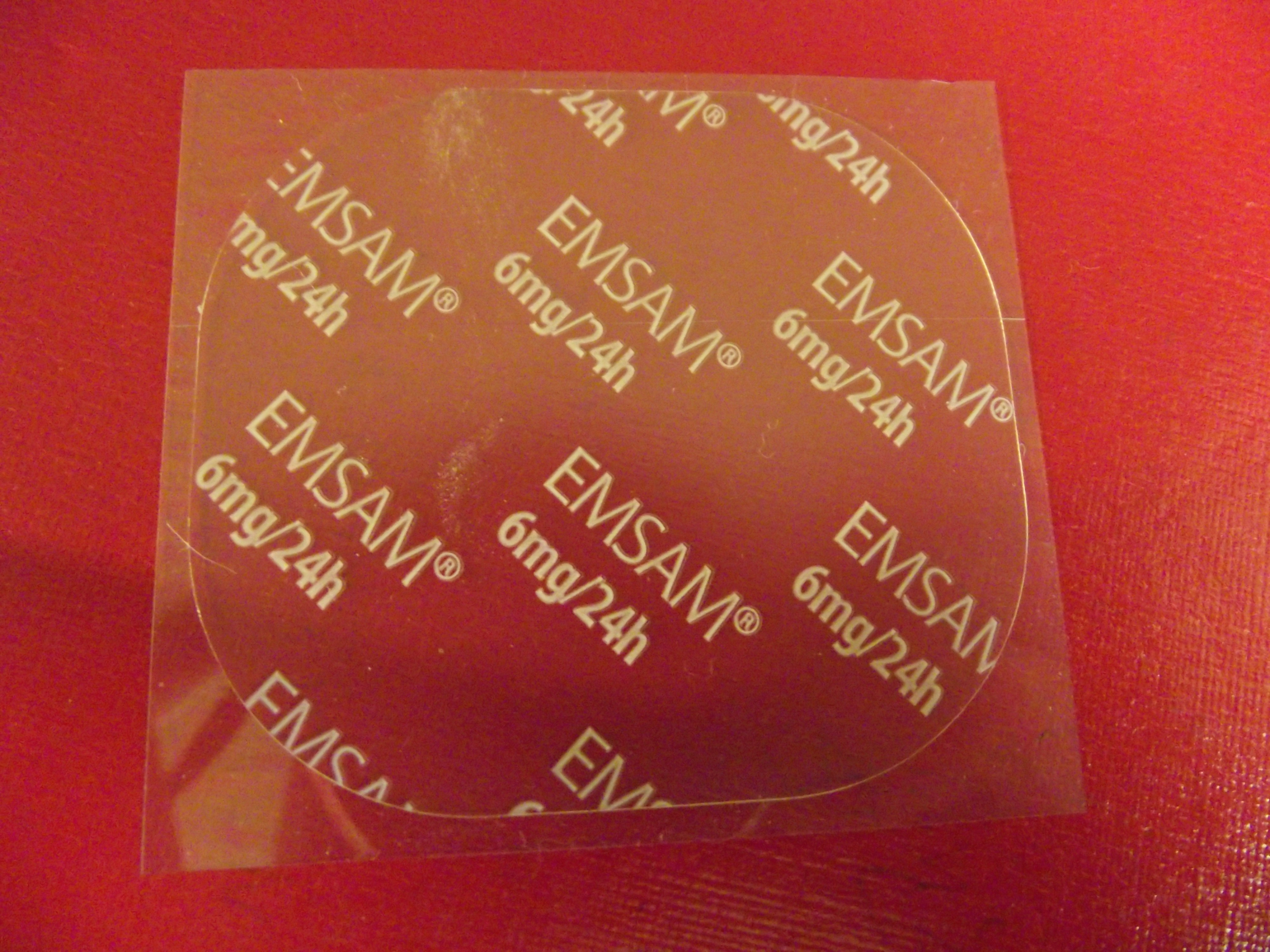
Un parche de selegilina con el nombre comercial «Emsamred».

#### Depresión
La selegilina también se emplea para tratar el trastorno depresivo mayor.
Un análisis de 2015 mostró que el número necesario de pacientes para el tratamiento, es decir, el número de personas que tenían que tomar la medicina para tratar eficazmente a una persona, fue 11 para reducir los síntomas; y 9 para alcanzar la remisión. El número para producir efectos perjudiciales, el inverso del número necesario para el tratamiento, varia mucho: es de 387 para efectos secundarios sexuales y 7 para reacciones en el sitio del parche. La discontinuación del uso por causa del insomnio o de la disfunción sexual es muy baja.

### Efectos adversos
Efectos secundarios de la pastilla incluyen, en orden de frecuencia decreciente, náusea, alucinaciones, confusión, depresión, pérdida de equilibrio, insomnio, movimientos involuntarios aumentados, agitación, ritmo cardíaco lento o irregular, delirio, hipertensión, angina nueva o aumentada, pectoris, y síncope. La mayoría de los efectos secundarios se debe a una actividad de dopamina alta y puede ser aliviado por reducir la dosis de levadopa.
Los efectos secundarios principales del parche incluyen reacciones en el sitio del parche, insomnio, diarrea, y garganta irritada. En EE. UU., la selegilina lleva una advertencia en recuadro negro de que puede aumentar el riesgo de suicidio, especialmente en jóvenes

### Contraindicaciones
Para todos los usos  humanos y todas las vías de administración, la selegilina tiene categoría en embarazo C. Aunque las investigaciones en animales de laboratorio han mostrado efectos adversos en el feto, no hay investigaciones adecuadas en humanos.

## Uso veterinario

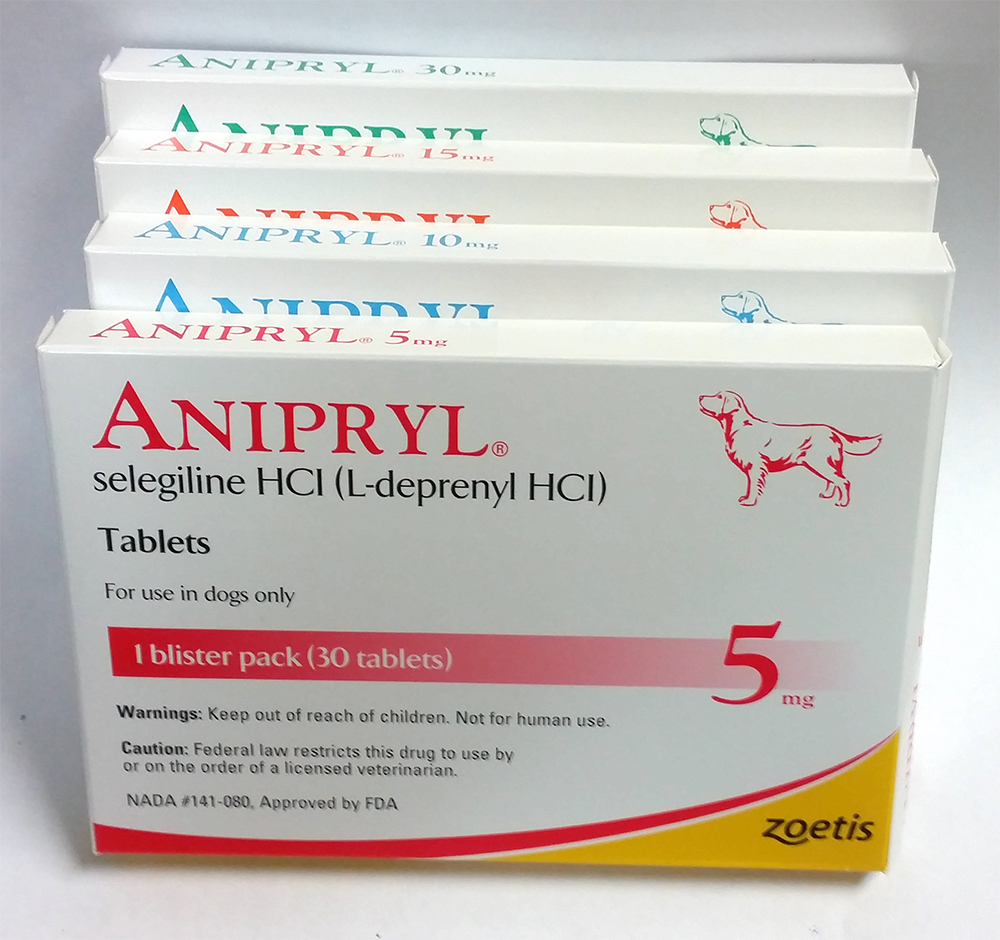
Se vende la selegilina con el nombre comercial «Anipryl».

En la medicina veterinaria, la selegilina es comercializada por la empresa Zoetis. Se utiliza en perros para tratar la disfunción cognitiva canina y, con dosis más altas, el hipercortisolismo dependiente de la hipófisis. La disfunción cognitiva canina es una forma de demencia que se parece a la enfermedad de Alzheimer en los humanos. Los perros ancianos tratados con selegilina muestran patrones de sueño mejorados, incontinencia reducida y más actividad. La mayoría de ellos muestran efectos positivos en un mes. Aunque la selegilina solamente es indicada para los perros, se ha usado también en gatos ancianos con disfunciones cognitivas.
La eficacia de la selegilina en el hipercortisolismo dependiente de la hipófisis ha sido discutida. Teóricamente, aumenta los niveles de dopamina, y disminuye la liberación de ACTH para finalmente llevar a un nivel reducido de cortisol. se asegura que la selegilina solamente es eficaz para tratar este tipo de hipercortisolismo cuando es causa de lesiones en la adenohipófisis, lo que ocurre en la mayoría de casos. La selegilina alivia también la distensión abdominal.
Los efectos adversos en perros no son muy comunes, pero incluyen vómito, diarrea, disminución del sentido del oído, salivación, bajo peso y cambios de comportamiento como hiperactividad, languidez, desorientación y movimientos repetitivos.
La selegilina no parece tener efecto clínico en los caballos.

## Otros usos

### Uso en investigación
Se ha investigado el parche de selegilina para el tratamiento de TDAH. Otros investigaron la eficacia de la selegilina para ayudar personas a abandonar el hábito de fumar tabaco o mariguana.

### Uso recreacional
En E for Ecstasy [en español: E para Éxtasis], un libro que examina los usos de la droga éxtasis en Reino Unido, el escritor Nicholas Suanders, un activista que defendió el uso del éxtasis, recalcó pruebas que mostraron que ciertas remesas de éxtasis contenían selegilina. Estas remesas de éxtasis conocidas como «Strawbery» [Fresa], y a otras llamadas «Sitting Ducks» [Patos Sentidos] tenían lo que Saunders describió como «una combinación potencialmente peligrosa de ketamina, efedrina y selegilina».